# Canis lupus columbianus
Il lupo della Columbia Britannica (Canis lupus ligoni) è una popolazione di lupi dell'Arcipelago di Alexander precedentemente classificati come sottospecie propria, diffusa nelle zone di coste e di isole ricoperte da foresta pluviale temperata, che si estende dall'isola di Vancouver (nella Columbia Britannica) all'Arcipelago Alexander, nel sud-est dell'Alaska. Questa zona è delimitata dalle montagne costiere. Viene chiamato anche lupo canadese per via dell'area geografica di cui è originario, ma non va confuso con Canis lupus lycaon che invece è un'altra sottospecie diffusa nell'America Nordorientale.

## Tassonomia
Il lupo della Columbia Britannica venne precedentemente riconosciuto come sottospecie separata da Edward Goldman nel 1941; egli lo descrisse come un lupo grande, dotato di un cranio simile a quello del lupo dello Yukon e di una pelliccia solitamente color cannella Nel 2005 la Mammal Species of the World lo riconobbe come sottospecie valida.
Studi sul DNA mitocondriale hanno dimostrato che i lupi della regione costiera dell'Alaska sud-orientale sono geneticamente diversi dagli esemplari delle regioni interne (uno schema già osservato anche in altri taxa): mostrano infatti una grande rassomiglianza genetica con i lupi del sud dell'Oklahoma  (ormai sterminati). Ciò indica che i lupi della costa sono gli ultimi rimasti di un gruppo un tempo assai numeroso (e falcidiato in gran parte durante il ventesimo secolo), che approfittò della fine della grande glaciazione del Wisconsin per espandersi in tutto il Nordamerica. Ciò pone dei dubbi sulla classificazione del lupo delle Grandi Pianure precedentemente proposta da Nowak. Un altro studio ha rivelato che, in Columbia Britannica, i lupi della costa sono geneticamente ed ecologicamente diversi dai lupi dell'entroterra: i tre gruppi di lupi costieri sono molto simili filogeneticamente tra loro e vivono in zone contigue. Perciò è stato proposto che le tre sottospecie di lupo della costa sud-orientale dell'Alaska e del Canada (il lupo della Columbia Britannica, il lupo di Vancouver e il lupo dell'arcipelago Alexander) debbano essere uniti in un'unica sottospecie.
Nel 2016, due studi hanno confermato tali ipotesi: comparando 42.000 polimorfismo a singolo nucleotide delle popolazioni di lupo nordamericane, si è visto sono estremamente simili sia dal punto di vista genetico che fenotipico. Insieme le tre sottospecie di lupo costiere formano uno dei sei grandi gruppi lupini del Nordamerica: vivono nello stesso tipo di habitat e cacciano lo stesso tipo di prede. L'esistenza di uno stesso ecomorfo locale riflette la preferenza del lupo grigio nel restare nel territorio in cui è nato. I lupi delle zone costiere, che si nutrono di pesci e di cuccioli di cervo, sono generalmente più piccoli dei lupi dell'entroterra.